# Italian Baseball League 2016
L'Italian Baseball League 2016 è stata la 69ª edizione del massimo campionato italiano di baseball, la decima con la denominazione IBL e la settima con il sistema a franchigie.
Il torneo è iniziato l'8 aprile 2016 e si è concluso il 21 agosto 2016, ed è stato vinto dalla UnipolSai Bologna.
Rispetto alla precedente edizione, il numero di squadre iscritte si è ridotto a 7, con una sola società nettunese al via (il Nettuno Baseball City esordiente in IBL) e con la contemporanea rinuncia del Godo, compensata dal ritorno del Novara.

## Formula
Ogni giornata della prima fase è stata composta da tre gare, anziché dalle due del 2015. Un'altra differenza rispetto all'anno precedente è stato il format delle semifinali, tornato ad essere una serie al meglio delle sette gare, al posto del girone da quattro squadre.

## Squadre
- Angel Service Nettuno
- Novara Baseball
- Parma Baseball Club
- Rimini Baseball
- T&A San Marino
- Tommasin Padova
- UnipolSai Bologna

## Manager
| Club                  | Manager                           |
| --------------------- | --------------------------------- |
| Angel Service Nettuno | Alberto D'Auria                   |
| Novara Baseball       | Clayton Carson                    |
| Parma Baseball Club   | Gilberto Gerali                   |
| Rimini Baseball       | Orlando Muñoz                     |
| T&A San Marino        | Doriano Bindi, poi Mauro Mazzotti |
| Tommasin Padova       | Francesco Aluffi                  |
| UnipolSai Bologna     | Daniele Frignani                  |

## Risultati

### Regular season
| Prima giornata |                     |                |
| 8-10 aprile    |                     | 26-28 maggio   |
| 6-5, 2-0, 7-11 | Bologna - Parma     | 9-0, 4-5, 7-0  |
| 1-16, 2-5, 0-5 | Novara - San Marino | 1-11, 2-5, 3-6 |
| 1-0, 7-2, 0-10 | Padova - Rimini     | 0-1, 0-2, 0-4  |
|                | Riposa: Nettuno     |                |

| Quarta giornata      |                      |                      |
| 29 aprile - 4 giugno |                      | 30 giugno - 2 luglio |
| 2-7, 7-0, 2-6        | Parma - Nettuno      | 1-2, 3-4, 1-3        |
| 2-9, 5-6, 2-4        | Novara - Rimini      | 0-1, 1-5, 4-6        |
| 7-2, 12-9, 2-3       | San Marino - Bologna | 0-3, 2-1, 2-12       |
|                      | Riposa: Padova       |                      |

| Settima giornata |                    |               |
| 20-21 maggio     |                    | 21-23 luglio  |
| 4-3, 5-0, 6-2    | San Marino - Parma | 0-1, 7-6, 1-3 |
| 13-1, 9-1, 9-2   | Bologna - Rimini   | 4-5, 6-5, 5-3 |
| 0-3, 9-4, 12-2   | Padova - Nettuno   | 2-3, 4-5, 9-5 |
|                  | Riposa: Novara     |               |

| Seconda giornata |                      |               |
| 14-17 aprile     |                      | 10-11 giugno  |
| 2-5, 2-7, 0-10   | Novara - Parma       | 0-2, 1-7, 5-2 |
| 1-4, 3-9, 2-1    | Padova - Bologna     | 0-8, 1-6, 2-6 |
| 9-1, 11-13, 3-1  | San Marino - Nettuno | 4-5, 8-0, 3-4 |
|                  | Riposa: Rimini       |               |

| Quinta giornata |                     |                 |
| 6-7 maggio      |                     | 8-9 luglio      |
| 2-0, 9-3, 5-9   | Rimini - Nettuno    | 6-1, 2-4, 6-1   |
| 0-2, 6-3, 4-8   | Padova - San Marino | 1-11, 3-2, 0-10 |
| 3-1, 13-3, 11-1 | Bologna - Novara    | 11-0, 8-1, 2-1  |
|                 | Riposa: Parma       |                 |

| Terza giornata |                     |               |
| 21-23 aprile   |                     | 16-18 giugno  |
| 1-12, 1-0, 6-4 | Parma - Padova      | 5-3, 2-0, 6-2 |
| 7-1, 5-2, 10-0 | Nettuno - Novara    | 5-0, 4-0, 7-5 |
| 7-1, 5-2, 8-0  | Rimini - San Marino | 0-3, 8-7, 1-3 |
|                | Riposa: Bologna     |               |

| Sesta giornata |                    |                |
| 12-15 maggio   |                    | 14-16 luglio   |
| 4-11, 3-9, 2-3 | Parma - Rimini     | 5-1, 6-3, 3-1  |
| 2-6, 4-2, 6-1  | Nettuno - Bologna  | 2-6, 0-3, 3-10 |
| 1-3, 5-7, 3-1  | Novara - Padova    | 3-12, 3-9, 5-9 |
|                | Riposa: San Marino |                |

#### Classifica prima fase
|    | Classifica Regular Season 2016 | PG | PV | PP | PCT  | PD   |
| -- | ------------------------------ | -- | -- | -- | ---- | ---- |
| 1. | UnipolSai Bologna              | 36 | 27 | 9  | .750 | 0.0  |
| 2. | Rimini Baseball                | 36 | 22 | 14 | .611 | 5.0  |
| 3. | T&A San Marino                 | 36 | 22 | 14 | .611 | 5.0  |
| 4. | Angel Service Nettuno          | 36 | 21 | 15 | .583 | 6.0  |
| 5. | Parma Baseball Club            | 36 | 18 | 18 | .500 | 9.0  |
| 6. | Tommasin Padova                | 36 | 14 | 22 | .389 | 13.0 |
| 7. | Novara Baseball                | 36 | 2  | 34 | .056 | 25.0 |

- UnipolSai Bologna, Rimini Baseball, T&A San Marino e Angel Service Nettuno accedono alle semifinali
- Parma Baseball Club, Tommasin Padova e Novara Baseball accedono alla Coppa Italia IBL

### Fase finale
Le semifinali sono state disputate tra il 28 luglio (gara 1) e il 3 agosto (gara 5). La squadra meglio classificata in regular season ha disputato in casa gara1, gara2 e le eventuali gare 6 e 7.

Le finali sono state disputate dall'11 agosto (gara 1) al 21 agosto (gara 6).
|  | Semifinali            | Semifinali            | Semifinali            | Semifinali            | Semifinali | Semifinali | Semifinali | Semifinali | Semifinali |  |  | Finale            | Finale            | Finale            | Finale | Finale | Finale | Finale | Finale | Finale |  |
|  |                       |                       |                       |                       |            |            |            |            |            |  |  |                   |                   |                   |        |        |        |        |        |        |  |
|  | UnipolSai Bologna     | UnipolSai Bologna     | UnipolSai Bologna     | UnipolSai Bologna     | 2          | 4          | 1          | 7          | 6          |  |  |                   |                   |                   |        |        |        |        |        |        |  |
|  | Angel Service Nettuno | Angel Service Nettuno | Angel Service Nettuno | Angel Service Nettuno | 0          | 2          | 2          | 1          | 2          |  |  | UnipolSai Bologna | UnipolSai Bologna | UnipolSai Bologna | 6      | 3      | 5      | 4      | 2      | 2      |  |
|  | Rimini Baseball       | Rimini Baseball       | Rimini Baseball       | Rimini Baseball       | 8          | 4          | 3          | 2          | 12         |  |  | Rimini Baseball   | Rimini Baseball   | Rimini Baseball   | 2      | 5      | 4      | 3      | 8      | 0      |  |
|  | T&A San Marino        | T&A San Marino        | T&A San Marino        | T&A San Marino        | 3          | 3          | 2          | 3          | 5          |  |  |                   |                   |                   |        |        |        |        |        |        |  |

#### Italian Baseball Series
La serie finale vede protagoniste le stesse squadre delle due precedenti edizioni: Bologna e Rimini.
Bologna vince il suo decimo titolo al termine di una gara 6 particolarmente travagliata a causa delle pessime condizioni meteorologiche. La partita, iniziata regolarmente alle 20:30 sul diamante bolognese, ha visto un primo stop poco dopo le 22:00 quando ancora non erano stati completati i cinque inning richiesti dal regolamento per omologare il match. In quel momento Bologna guidava con il punteggio di 2-0. Gli arbitri non hanno rimandato la sfida, ripresa intorno a mezzanotte al termine di una sospensione di un'ora e mezza circa. Durante il sesto inning la pioggia è tornata ad abbattersi su Bologna, e l'incontro è stato nuovamente sospeso. Qualche minuto dopo le ore 2:00 l'arbitro Filippi ha decretato l'omologazione della gara essendo terminato il quinto inning.

##### Risultati

###### Gara 1
| Bologna 11 agosto 2016, ore 20:30 Gara 1 | UnipolSai Bologna | 6 – 2 referto | Rimini Baseball | Stadio Gianni Falchi |

###### Gara 2
| Bologna 12 agosto 2016, ore 20:30 Gara 2               | UnipolSai Bologna | 3 – 5 referto     | Rimini Baseball | Stadio Gianni Falchi |
| \| \| \| \| \| Cedeño \| Doppi \| Desimoni, Zappone \| |                   |                   |                 |                      |
|                                                        |                   |                   |                 |                      |
| Cedeño                                                 | Doppi             | Desimoni, Zappone |                 |                      |

###### Gara 3
| Rimini 15 agosto 2016, ore 20:30 Gara 3                                                                                        | Rimini Baseball | 4 – 5 referto                                      | UnipolSai Bologna | Stadio dei Pirati |
| \| \| \| \| \| Zappone, Mayora \| Doppi \| Marval \| \| \| Fuoricampo \| Sambucci al 1º da 3 punti, Cedeño al 5º da 2 punti \| |                 |                                                    |                   |                   |
| |                 |                                                    |                   |                   |
| Zappone, Mayora | Doppi           | Marval                                             |                   |                   |
| | Fuoricampo      | Sambucci al 1º da 3 punti, Cedeño al 5º da 2 punti |                   |                   |

###### Gara 4
| Rimini 16 agosto 2016, ore 20:30 Gara 4                                                 | Rimini Baseball | 3 – 4 (all'11º) referto | UnipolSai Bologna | Stadio dei Pirati |
| \| \| \| \| \| \| Doppi \| Marval (2) \| \| Flores al 7º da 1 punto \| Fuoricampo \| \| |                 |                         |                   |                   |
|                                                                                         |                 |                         |                   |                   |
|                                                                                         | Doppi           | Marval (2)              |                   |                   |
| Flores al 7º da 1 punto                                                                 | Fuoricampo      |                         |                   |                   |

###### Gara 5
| Rimini 17 agosto 2016, ore 20:30 Gara 5                                                                                               | Rimini Baseball | 8 – 2 referto | UnipolSai Bologna | Stadio dei Pirati |
| \| \| \| \| \| Retrosi, Celli, Desimoni \| Doppi \| Marval \| \| Mayora al 6º da 1 punto, Mayora al 7º da 4 punti \| Fuoricampo \| \| |                 |               |                   |                   |
| |                 |               |                   |                   |
| Retrosi, Celli, Desimoni | Doppi           | Marval        |                   |                   |
| Mayora al 6º da 1 punto, Mayora al 7º da 4 punti                                                                                      | Fuoricampo      |               |                   |                   |

###### Gara 6
| Bologna 20 agosto 2016, ore 20:30 Rimandata al 21 agosto Gara 6  | UnipolSai Bologna | 2 – 0 (al 5º) referto | Rimini Baseball | Stadio Gianni Falchi |
| \| \| \| \| \| Vaglio \| Doppi \| \| \| Grimaudo \| Tripli \| \| |                   |                       |                 |                      |
|                                                                  |                   |                       |                 |                      |
| Vaglio                                                           | Doppi             |                       |                 |                      |
| Grimaudo                                                         | Tripli            |                       |                 |                      |

## Verdetti
- Campione d'Italia:   UnipolSai Bologna
- In finale di Coppa Italia:  Rimini Baseball